# Morinaga Hokuriku Milk Industry
Morinaga Hokuriku Milk Industry (森永北陸乳業株式会社, Morinaga Hokuriki Nyūgyō Kabushiki Kaisha) é uma subsidiária de produtos lácteos da Morinaga Milk Industry fundada em 1961. Sua oficina principal e usina de processamento fica em Fukui, prefeitura de Fukui, Japão. Outra usina está localizada em Toyama, Prefeitura de Toyama. A empresa fabrica produtos lácteos da marca Morinaga na região de Hokuriku do Japão.